# Пъстрен
Пъстрен е село в Южна България. То се намира в община Опан, област Стара Загора.

## История
Наричало се е Пъстре защото, когато сме били под османско владичество турците са забранявали носенето на светли дрехи(коприна)
, но жителите на нашето село са били единствените които са носили светли дрехи и от там идва днешното име на селото, Пъстрен.

## Редовни събития
Събор на село Пъстрен 7 ноември.